# Želetice (Znojmo)
Želetice (in tedesco Selletitz) è un comune della Repubblica Ceca facente parte del distretto di Znojmo, in Moravia Meridionale.